# Enea Barozzi
Enea Barozzi (Milano, 13 aprile 2000) è un attore italiano.

## Biografia
Enea Barozzi nasce nel 2000 a Milano e cresce a Pioltello, nella cintura milanese. Le sue prime esperienze nello spettacolo risalgono al 2008, quando partecipa a vari spot televisivi e fa la comparsa in una serie. Nel 2011 ha partecipato al film Un supereroe in affido, nel ruolo di Carlo. Invece 3 anni dopo, nel 2014, ha partecipato al film Il ragazzo invisibile, nel ruolo di Brando Volpi. Nel 2017 partecipa alla serie web Anime e sangue, nel ruolo dello spirito Pam, e partecipa a dei cortometraggi su YouTube che riscuotono successo. Nel 2018 invece ricopre sempre il ruolo di Brando Volpi, nel sequel de Il ragazzo invisibile, Il ragazzo invisibile - Seconda generazione. A gennaio 2024 è nella serie di 8 episodi, accanto a Raoul Bova, I fantastici 5.

## Vita privata
È figlio del fumettista Danilo Barozzi.
Dal 2024 è legato sentimentalmente alla collega attrice Rachele Luschi, conosciuta sul set della serie I fantastici 5; curiosamente i due hanno interpretato due personaggi che si fidanzano anche nella finzione di tale opera.

## Filmografia

### Cinema
- Il ragazzo invisibile, regia di Gabriele Salvatores (2014)
- Il ragazzo invisibile - Seconda generazione, regia di Gabriele Salvatores (2018)

### Televisione
- Piloti – sitcom (2008) – protagonista di puntata
- Resto Umile World Show – varietà (2011) - partecipante
- The Italian Diary – serie TV (2017)
- The New Pope – serie TV (2020)
- La fuggitiva – serie TV (2021)
- Bang Bang Baby – serie TV (2022)
- Fernanda, regia di Maurizio Zaccaro – film TV (2023)
- I casi di Teresa Battaglia - Fiori sopra l'inferno – serie TV (2023)
- I fantastici 5 – serie TV, 8 episodi (2024)
- Le onde del passato – serie TV (2025)

### Cortometraggi
- Un supereroe in affido (2011)
- The final list, 10 cose da fare prima del diploma  (2016)
- Friendzone, bloccati in un'amicizia (2017)
- Solo un giocattolo (2020)
- Il Narr-Attore (2020)
- Apophis 99942 (2020)
- L'uomo che inventò il futuro (2021)
- Delitto nel passato (2021)

### Web serie
- Anime e sangue (2017)
- Eppure cadiamo felici (2023)

### Videoclip
- Il Pianto di Azzurra di Mavra (2015)
- Mi chiedevo se di Francesco Sole & Audioz (2018)